# 버드 애벗
버드 애벗(Bud Abbott, 1895년 10월 2일 ~ 1974년 4월 24일)은 미국의 배우 및 희극인이다. 루 코스텔로와 애벗과 코스텔로로도 활동하였다.

## 참여 작품
- 애보트와 코스텔로 프랑켄슈타인을 만나다
- 에드 설리번 쇼